# مرد درون آینه (فیلم ۱۹۳۶)
«مرد درون آینه» (انگلیسی: The Man in the Mirror (1936 film)) یک فیلم به کارگردانی موریس الوی است که در سال ۱۹۳۶ منتشر شد. از بازیگران آن می‌توان به ادوارد اورت هورتون و جنویو توبین اشاره کرد.